# Hilifadolo (Lolowau)
Hilifadolo is een bestuurslaag in het regentschap Nias Selatan van de provincie Noord-Sumatra, Indonesië. Hilifadolo telt 902 inwoners (volkstelling 2010).